# Lingua tsakhur
La lingua tsakhur (цӀаӀхна миз) è una lingua caucasica nordorientale parlata in Daghestan.

## Alfabeto
| А а   | АI аI | Б б   | В в   | Г г   | ГI гI | Гъ гъ | Гь гь |
| Д д   | Дж дж | Е е   | Ё ё   | Ж ж   | З з   | И и   | Й й   |
| К к   | КI кI | Къ къ | Кь кь | Л л   | М м   | Н н   | О о   |
| ОI оI | П п   | ПI пI | Р р   | С с   | Т т   | ТI тI | У у   |
| УI уI | Ф ф   | Х х   | Хъ хъ | Хь хь | Ц ц   | ЦI цI | Ч ч   |
| ЧI чI | Ш ш   | Щ щ   | Ъ ъ   | Ы ы   | ЫI ыI | Э э   | Ь ь   |
| Ю ю   | Я я   |       |       |       |       |       |       |